# Club Atlético Argentino (Merlo)
O Club Atlético Argentino, conhecido também como Argentino de Merlo, é um clube de futebol argentino, fundado no dia 30 de agosto de 1906. Sua sede fica na cidade de Merlo, na província de Buenos Aires, pertencente a área metropolitana de Grande Buenos Aires. Seu estádio leva o nome de Merlo e tem capacidade estimada para 11 000 espectadores.
O clube atualmente participa da Primera C, a quarta divisão do futebol argentino para as equipes diretamente afiliadas à Associação do Futebol Argentino (AFA). 

## História

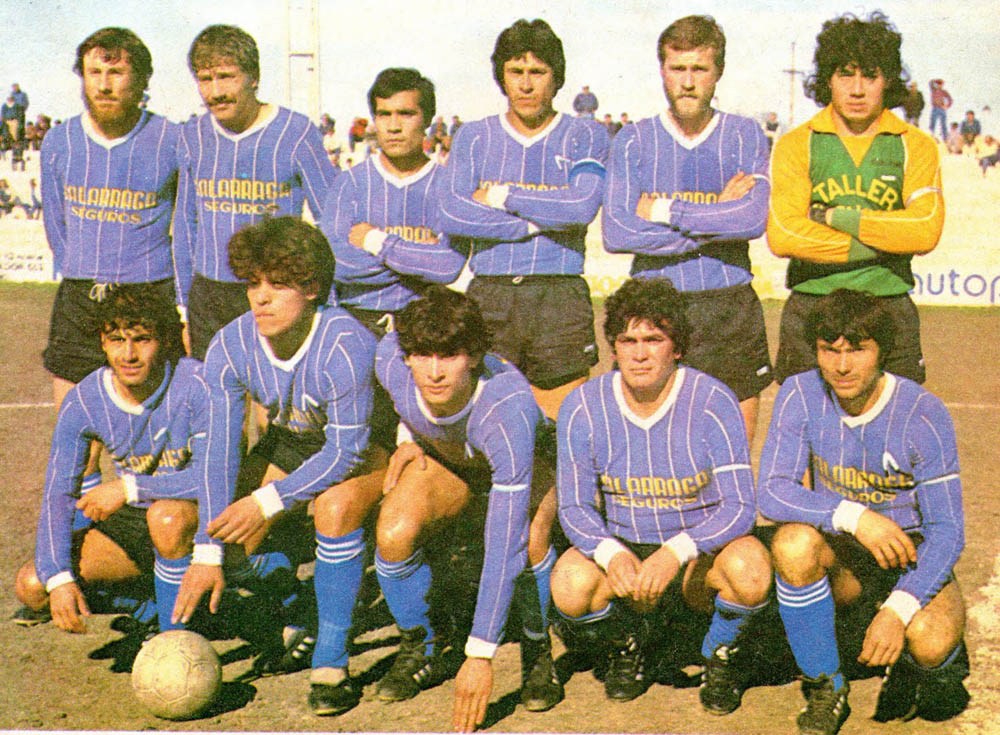
Equipe campeão da quarta divisão argentina de 1985, primeiro título do clube.

Em 1906, um grupo de jovens trabalhadores da Estación Merlo (Estação Merlo) da Western Railway de Buenos Aires, também chamada de Ferrocarril del Oeste, começam a reunir-se periodicamente para o desenvolvimento de atividades esportivas como o futebol ou o râguebi "union". Em 30 de agosto de 1906, foi formalmente fundado o clube Club Atlético Argentino.
Entre os anos de 1915 e 1920, o campo esportivo do Argentino de Merlo era usado para a prática de outros esportes além do futebol, como o tênis e críquete. Dois anos depois, em 1920, o clube construiu seu estádio e em 1933, foi assinada a compra das terras onde a atual sede do clube foi construída.
O Argentino de Merlo afiliou-se à Associação do Futebol Argentino (AFA) em 1978, para participar da Primera D, usando o estádio do Ferrocarril Midland até a inauguração oficial do seu próprio estádio em outubro de 1980, numa partida disputada contra o Defensa y Justicia.
Em 1985, o Argentino conquistou seu primeiro título na quarta divisão do campeonato argentino de futebol, promovendo-se a Primera C (terceira divisão) do ano seguinte. Na temporada de 1989–90 da Primera D, o clube ganhou seu segundo acesso para a Primera C, vencendo o octogonal ("torneio reduzido"). O clube também conquistou o Torneo Apertura da Primera D de 1998–99, com o título sendo conquistado depois de vitória em cima do Fénix por 2 a 1 vinda aos aos 47 minutos do segundo tempo. Em 2001, venceu o Torneo Apertura da Primera C de 2001, porém não foi contemplado com o acesso à divisão superior. 
O clube foi coroado campeão da Primera D de 2018–19 com uma derrota ante o Club Atlético Claypole pela 27ª rodada da competição, a três rodadas do fim do certame, e foi promovido para a Primera C de 2019–20. Para conseguir a conquista antecipada, o clube contou com um empate entre Real Pilar e Liniers, seus dois grandes concorrentes ao título, e assim ficou a dez pontos de diferença deles, feito que não pode ser mais alcançado.

## Títulos

### Nacionais
- Terceira Divisão – Primera C (1): Apertura de 2001
- Quarta Divisão – Primera D  (2) : 1985, 1998–99, 2018–19